# Cuisles
Cuisles è un comune francese di 139 abitanti situato nel dipartimento della Marna nella regione Grand Est.
Il suo territorio è stato scorporato dal comune di Châtillon-sur-Marne il 1º marzo 2006.

## Società

### Evoluzione demografica
Abitanti censiti